# 小行星51827
小行星51827（51827 Laurelclark）是為紀念太空人勞雷爾·克拉克而被命名的小行星。他是在STS-107哥倫比亞號太空梭任務於2003年2月1日返航時殉職的太空人。小行星51827號是噴射推進實驗室的近地小行星追蹤計畫於2001年7月20日在帕洛馬山天文台發現的。

## 外部連結
- NASA JPL - Space Shuttle Columbia Tribute page （页面存档备份，存于）
- Orbital simulation and data for 51827 Laurelclark Archive.today的存檔，存档日期2012-12-12
- 小行星51827 at the JPL Small-Body Database 
  - Close approach · Discovery · Ephemeris · Orbit diagram · Orbital elements · Physical parameters

| 前一小行星： 小行星51826 | 小行星列表 | 後一小行星： 小行星51828 |